# Bay Networks
Bay Networks war ein US-amerikanischer Hersteller von Netzwerktechnik, der im Juni 1998 von Nortel gekauft wurde, die bis dahin größte Verschmelzung mit der herkömmlichen Kommunikationstechnik zur Informations- und Kommunikationstechnik.
Bay entstand im Oktober 1994 durch die Fusion von SynOptics und Wellfleet Communications. Die Erzeugnisse beider Unternehmen ergänzten sich gut, aber SynOptics im Silicon Valley und Wellfleet an der Massachusetts Route 128 trennte nicht nur der gesamte Kontinent, sondern auch die unterschiedliche Historie und Kultur der beiden technologischen Zentren der USA.